# Athetis pallida
Athetis pallida là một loài bướm đêm trong họ Noctuidae.